# Seznam majáků ve Skotsku
Toto je seznam majáků ve Skotsku. Za většinu majáků ve Skotsku odpovídá Rada severní majáků (Northern Lighthouse Board), z níž pochází většina informací, ale odpovědnost za majáky v hlavních ústích řek předala přístavním úřadům. Mnohé z menších světelných zdrojů zde nejsou uvedeny. Maják, který již není v provozu, je označen datem uzavření ve sloupci Ve správě/ Uzavřen. Pokud jsou uvedena dvě data, maják byl přestavěn.
Téměř všechny majáky v tomto seznamu navrhly a většinu z nich postavily čtyři generace jedné rodiny, včetně Thomase Smithe, který byl nevlastním otcem i tchánem Roberta Stevensona. Robertovi synové a vnuci nejenže postavili většinu majáků, často v těch nejhorších podmínkách, ale byli také průkopníky mnoha vylepšení osvětlení a signalizace, která snížila obrovské ztráty na životech při lodní dopravě kolem skotského pobřeží.

## Seznam majáků ve Skotsku
|     | Název majáku                 | Obrázek | Souřadnice                                                          | Ostrov/Pevnina          | Rok výstavby | Architekt/Stavitel                                 | Ve správě/ Uzavřen                                                                    | Výška majáku [m] | Výška světla [m n. m.] | Dosvit [nm (km)]                              | Charakteristika | Poznámka Zdroj                                |
| --- | ---------------------------- | ------- | ------------------------------------------------------------------- | ----------------------- | ------------ | -------------------------------------------------- | ------------------------------------------------------------------------------------- | ---------------- | ---------------------- | --------------------------------------------- | --------------- | --------------------------------------------- |
| 1   | Ailsa Craig                  |         | Jižní Ayrshire 55°15′6″ s. š., 5°6′24″ z. d.                        | Ailsa Craig             | 1886         | Thomas Stevenson, David A Stevenson                | Northern Lighthouse Board                                                             | 11               | 18                     | 17 (31)                                       | Fl W 4s         | památka kategorie B                           |
| 2   | Ardnamurchan                 |         | Highland 56°43′38″ s. š., 6°13′34″ z. d.                            | pevnina                 | 1849         | Alan Stevenson                                     | Northern Lighthouse Board                                                             | 35               | 55                     | 22 (44)                                       | Fl (2) W 20s    | památka kategorie A                           |
| 3   | Auskerry                     |         | Orkneje 59°1′33″ s. š., 2°34′20″ z. d.                              | Auskerry                | 1866         | David Stevenson, Thomas Stevenson                  | Northern Lighthouse Board                                                             | 34               | 34                     | 20 (37)                                       | Fl W 20s        | památka kategorie B                           |
| 4   | Barns Ness                   |         | East Lothian 55°59′14″ s. š., 2°26′43″ z. d.                        | pevnina                 | 1899         | David A Stevenson, Charles A Stevenson             | deaktivován 2005                                                                      | 37               | 36                     | 10 (19)                                       | Iso W 4s        | památka kategorie B                           |
| 5   | Barra Head                   |         | Vnější Hebridy 56°47′7″ s. š., 7°39′13″ z. d.                       | Barra Head              | 1833         | Robert Stevenson                                   | Northern Lighthouse Board                                                             | 18               | 208                    | 18 (33)                                       | Fl W 15s        | památka kategorie A                           |
| 6   | Bass Rock                    |         | East Lothian 56°4′36″ s. š., 2°38′28″ z. d.                         | Bass Rock               | 1902         | David Stevenson                                    | Northern Lighthouse Board                                                             | 20               | 46                     | 10 (19)                                       | Fl (3) W 20s    | památka kategorie C                           |
| 7   | Bell Rock                    |         | Angus 56°26′3,07″ s. š., 2°23′14,27″ z. d.                          | Inchcape                | 1810         | Robert Stevenson                                   | Northern Lighthouse Board                                                             | 36               | 28                     | 18 (33)                                       | Fl W 5s         | památka kategorie A                           |
| 8   | Bressay                      |         | Shetlandy 60°7′12″ s. š., 1°7′17″ z. d.                             | Bressay                 | 1858         | David Stevenson, Thomas Stevenson                  | Northern Lighthouse Board (do roku 2012), Lerwick Port Authority (od 2012)            | 16               | 32                     | 23 (43), 10 (19)                              | Fl(2) W 20s     | [ 18 ]                                        |
| 9   | Brough of Birsay             |         | Orkneje 59°8′13″ s. š., 3°20′21″ z. d.                              | Brough of Birsay        | 1925         | David Alan Stevenson                               | Northern Lighthouse Board                                                             | 11               | 52                     | 18 (33)                                       | FI(3) W 25s     | [ 19 ] [ 20 ]                                 |
| 10  | Buchan Ness                  |         | Aberdeenshire 57°28′13″ s. š., 1°46′28″ z. d.                       | pevnina                 | 1827         | Robert Stevenson                                   | Northern Lighthouse Board                                                             | 35               | 40                     | 18 (33)                                       | Fl W 5s.        | památka kategorie A                           |
| 11  | Butt of Lewis                |         | Vnější Hebridy 58°30′56″ s. š., 6°15′39″ z. d.                      | poloostrov Lewis        | 1862         | David Stevenson                                    | Northern Lighthouse Board                                                             | 37               | 52                     | 25 (46)                                       | Fl W 5s.        | [ 23 ]                                        |
| 12  | Cantick Head                 |         | Orkneje 58°47′13,57″ s. š., 3°7′52,79″ z. d.                        | South Walls             | 1858         | David Stevenson, Thomas Stevenson                  | Northern Lighthouse Board                                                             | 22               | 35                     | 13 (24), 18 (33)                              | Fl W 20s.       | [ 24 ] [ 25 ]                                 |
| 13  | Cape Wrath                   |         | Highland 58°37′32″ s. š., 4°59′57″ z. d.                            | pevnina                 | 1828         | Robert Stevenson                                   | Northern Lighthouse Board                                                             | 20               | 122                    | 22 (41)                                       | Fl (4) W 30s.   | [ 26 ]                                        |
| 14  | Chanonry                     |         | Highland, Fortrose 57°34′26″ s. š., 4°5′34″ z. d.                   | poloostrov Black Isle   | 1846         | Alan Stevenson                                     | Northern Lighthouse Board                                                             | 13               | 12                     | 15 (28)                                       | Oc W 6s.        | památka kategorie A.                          |
| 15  | Cloch                        |         | Inverclyde 55°56′32″ s. š., 4°52′43″ z. d.                          | pevnina                 | 1797         | Thomas Smith, Robert Stevenson                     | Clyde Port Authority                                                                  | 23               | 24                     | 8 (15)                                        | Fl. W 3s.       | [ 29 ]                                        |
| 16  | Copinsay                     |         | Orkneje 58°53′47″ s. š., 2°40′19″ z. d.                             | Copinsay                | 1915         | David A Stevenson                                  | Northern Lighthouse Board                                                             | 16               | 79                     | 21 (39)                                       | FI(5) W 30s     | památka kategorie B                           |
| 17  | Corran Point                 |         | Highland 56°43′15″ s. š., 5°14′32″ z. d.                            | pevnina                 | 1817         | Thomas Smith, Robert Stevenson                     | Northern Lighthouse Board                                                             | 13               | 12                     | 10 (19 bílá, 7 (13) červená a zelená          | Iso WRG 4s.     | [ 31 ] [ 32 ]                                 |
| 18  | Corsewall                    |         | Dumfries a Galloway 56°43′15″ s. š., 5°14′32″ z. d.                 | pevnina                 | 1817         | Robert Stevenson                                   | Northern Lighthouse Board                                                             | 34               | 34                     | 22 (44)                                       | Fl (5) W 30s    | [ 33 ] [ 34 ]                                 |
| 19  | Covesea Skerries             |         | Moray, Lossiemouth and Branderburgh 57°43′27″ s. š., 3°20′19″ z. d. | pevnina                 | 1846         | Alan Stevenson                                     | Northern Lighthouse Board do 2012                                                     | 36               | 49                     | 24 (44) bílá, 20 (37) červená                 | Fl WR 20s.      | [ 35 ]                                        |
| 20  | Crammag Head                 |         | Dumfries a Galloway 54°39′54,56″ s. š., 4°57′53,38″ z. d.           | pevnina                 | 1913 (2009)  | David A Stevenson                                  | Northern Lighthouse Board                                                             | 7                | 35                     | 18 (33)                                       | Fl W 10s.       | [ 37 ] [ 38 ]                                 |
| 21  | Cromarty                     |         | Highland 57°40′59″ s. š., 4°2′11″ z. d.                             | pevnina                 | 1846         | Alan Stevenson                                     | deaktivován 2006                                                                      | 13               | 18                     | 15 (28) bílá. 11 () červená                   | Oc WR 10s       | památka kategorie A                           |
| 22  | Davaar                       |         | Argyll a Bute 55°25′41″ s. š., 5°32′26″ z. d.                       | Davaar                  | 1854         | David Stevenson, Thomas Stevenson a John Barr & Co | Northern Lighthouse Board                                                             | 20               | 37                     | 23 (43)                                       | FI(2) W 10s.    | [ 41 ] [ 42 ]                                 |
| 23  | Dubh Artach                  |         | Argyll a Bute 56°8′0″ s. š., 6°37′54″ z. d.                         | Dubh Artach             | 1872         | Thomas Stevenson                                   | Northern Lighthouse Board                                                             | 38               | 44                     | 20 (37)                                       | Fl(2) W 30s     | [ 43 ] [ 44 ] [ 45 ]                          |
| 24  | Duncansby Head               |         | Highland 58°38′38″ s. š., 3°1′31″ z. d.                             | pevnina                 | 1924         | David A Stevenson                                  | Northern Lighthouse Board                                                             | 11               | 67                     | 22 (41)                                       | Fl W 12 s       | [ 46 ]                                        |
| 25  | Dunnet Head                  |         | Highland 58°40′17″ s. š., 3°22′35″ z. d.                            | pevnina                 | 1831         | Robert Stevenson                                   | Northern Lighthouse Board                                                             | 20               | 105                    | 23 (43)                                       | Fl(4) W 30s     | [ 47 ]                                        |
| 26  | Eilean Glas                  |         | Vnější Hebridy 57°51′25″ s. š., 6°38′31″ z. d.                      | Scalpay                 | 1789         | Thomas Smith                                       | Northern Lighthouse Board                                                             | 30               | 43                     | 23 (43)                                       | Fl (3) W 20s.   | [ 48 ]                                        |
| 27  | Elie Ness                    |         | Fife 56°11′2″ s. š., 2°48′46″ z. d.                                 | pevnina                 | 1908         | James Laurie                                       | Forth Ports                                                                           | 11               | 15                     | 17 (31)                                       | Fl W 6s         | památka kategorie C                           |
| 28  | Esha Ness                    |         | Shetlandy 60°29′21″ s. š., 1°37′38″ z. d.                           | Mainland (Shetlandy)    | 1925         | David A Stevenson                                  | Northern Lighthouse Board                                                             | 12               | 61                     | 25 (46)                                       | Fl W 12s        | [ 52 ]                                        |
| 29  | Fair Isle North              |         | Shetlandy 59°33′8″ s. š., 1°36′35″ z. d.                            | Fair Isle               | 1892         | David A Stevenson, Charles A Stevenson             | Northern Lighthouse Board                                                             | 14               | 80                     | 22 (41)                                       | FI(2) W 30s     |                                               |
| 30  | South                        |         | Shatlandy 59°30′50″ s. š., 1°39′10″ z. d.                           | Fair Isle               | 1892         | David A Stevenson, Charles A Stevenson             | Northern Lighthouse Board                                                             | 26               | 32                     | 22 (41)                                       | FI(2) W 30s     | [ 53 ]                                        |
| 31  | Fidra                        |         | East Lothian 56°4′23,56″ s. š., 2°47′6,38″ z. d.                    | Fidra                   | 1885         | David A Stevenson, Thomas Stevenson                | Forth Ports                                                                           | 17               | 12                     | 15 (28)                                       | Fl(4) W 30s     | památka kategorie C                           |
| 32  | Fife Ness                    |         | Fife 56°16′44″ s. š., 2°35′9″ z. d.                                 | pevnina                 | 1975         | Peter H. Hyslop                                    | Northern Lighthouse Board                                                             | 5                | 12                     | 21 (39) bílá, 20 (37) červená                 | Iso WR 10s.     | [ 55 ]                                        |
| 33  | Firths Voe                   |         | Shetlandy 60°27′13″ s. š., 1°10′40″ z. d.                           | Mainland (Shetlandy)    | 1909         | David A Stevenson                                  | Northern Lighthouse Board                                                             | 9                | 9                      | 15 (28) bílá. 10 (19) zelená, 10 (19) červená | Oc WRG 8s       | [ 56 ]                                        |
| 34  | Flannan Isles                |         | Vnější Hebridy 58°17′18″ s. š., 7°35′17″ z. d.                      | Eilean Mòr              | 1899         | David A Stevenson                                  | Northern Lighthouse Board                                                             | 23               | 101                    | 20 (37)                                       | Fl (2) W 30s.   |                                               |
| 35  | Foula                        |         | Shetlandy 60°6′45″ s. š., 2°3′50″ z. d.                             | Foula                   | 1986         | James Johnson                                      | Northern Lighthouse Board                                                             | 8                | 36                     | 18 (33)                                       | FI(3) W 15s     | [ 57 ]                                        |
| 36  | Girdleness                   |         | Aberdeen City 57°8′20″ s. š., 2°2′55″ z. d.                         | pevnina                 | 1833         | Robert Stevenson                                   | Northern Lighthouse Board                                                             | 37               | 56                     | 22 (41)                                       | Fl(2) W 20s.    | památka kategorie A                           |
| 37  | Holburn Head                 |         | Highland 58°36′54″ s. š., 3°32′24″ z. d.                            | pevnina                 | 1862         | David Stevenson, Thomas Stevenson                  | deaktivován 2003                                                                      | 17               | 23                     | 15 (28)                                       | Fl WR 10s       | [ 60 ]                                        |
| 38  | Holy Isle Inner              |         | Severní Ayrshire 55°30′44″ s. š., 5°4′13″ z. d.                     | Holy Island             | 1877         | David Stevenson, Thomas Stevenson                  | Northern Lighthouse Board                                                             | 17               | 14                     | 6 (11)                                        | FI G 3s         | [ 61 ]                                        |
| 39  | Holy Isle Outer              |         | Severní Ayrshire 55°31′2″ s. š., 5°3′39″ z. d.                      | Holy Island             | 1905         | David Stevenson, Thomas Stevenson                  | Northern Lighthouse Board                                                             | 23               | 38                     | 25 (46)                                       | FI(2) W 20s     | [ 62 ]                                        |
| 40  | Hoxa Head                    |         | Orkneje 58°49′19″ s. š., 3°2′5″ z. d.                               | South Ronaldsay         | 1901 1996    | David A Stevenson                                  | Northern Lighthouse Board                                                             | 7                | 15                     | 9 (17) bílá), 6 (11) červená)                 | FI WR 3s        | [ 64 ] [ 65 ] [ 66 ]                          |
| 41  | Hoy Sound High               |         | Orkneje 58°56′8″ s. š., 3°16′23″ z. d.                              | Graemsay                | 1851         | Alan Stevenson                                     | Northern Lighthouse Board                                                             | 33               | 35                     | 20(37) bíá.16 (30) červená                    | Oc WR 8s        |                                               |
| 42  | Hoy Sound Low                |         | Orkneje 58°56′25″ s. š., 3°18′36″ z. d.                             | Graemsay                | 1851         | Alan Stevenson                                     | Northern Lighthouse Board                                                             | 12               | 17                     | 12 (22)                                       | Iso W 3s        |                                               |
| 43  | Hyskeir                      |         | Highland 56°58′8″ s. š., 6°40′51″ z. d.                             | Hyskeir                 | 1904         | David A Stevenson, Charles A Stevenson             | Northern Lighthouse Board                                                             | 39               | 41                     | 24 (44)                                       | Fl (3) W 30s.   | [ 67 ]                                        |
| 44  | Inchkeith                    |         | Fife 56°2′1″ s. š., 3°8′10″ z. d.                                   | Inchkeith               | 1804         | Thomas Smith, Robert Stevenson                     | Forth Ports (od června 2013), Northern Lighthouse Board (od 1804 do června 2013)      | 19               | 67                     | 14 (26)                                       | Fl W 15s.       | [ 68 ]                                        |
| 45  | Isle of May                  |         | Fife 56°11′8″ s. š., 2°33′27″ z. d.                                 | Isle of May             | 1816         | Robert Stevenson                                   | Northern Lighthouse Board                                                             | 24               | 73                     | 22 (41)                                       | Fl(2) W 15s     |                                               |
| 46  | Isle of May Low              |         | Fife 56°11′16,2″ s. š., 2°33′26,28″ z. d.                           | Isle of May             | 1843         | Robert Stevenson                                   | deaktivovám 1887                                                                      | 12               |                        |                                               |                 | [ 69 ]                                        |
| 47  | Old Isle of May              |         | Fife 56°11′9″ s. š., 2°33′24″ z. d.                                 | Isle of May             | 1636 1635    |                                                    | James Maxwell, 1st Earl of Dirletoun                                                  |                  |                        |                                               |                 | [ 70 ]                                        |
| 48  | Killantringan                |         | Dumfries a Galloway 54°51′42,37″ s. š., 5°8′48,84″ z. d.            | pevnina                 | 1900         | David A Stevenson                                  | deaktivován 2007                                                                      | 22               | 49                     | 25 (46)                                       | FI(2) W 15s     | [ 71 ]                                        |
| 49  | New Kinnaird Head            |         | Aberdeenshire 57°41′53″ s. š., 2°0′15″ z. d.                        | pevnina                 | 1991         |                                                    | Northern Lighthouse Board                                                             | 10               | 25                     | 22 (41)                                       | Fl W 5s         | [ 72 ]                                        |
| 50  | Kinnaird Head                |         | Aberdeenshire 57°41′51″ s. š., 2°0′14″ z. d.                        | pevnina                 | 1787         | Thomas Smith                                       | Northern Lighthouse Board (od 1787 do 1991), Museum of Scottish Lighthouses (od 1991) | 22               |                        |                                               | W Fl 15s        |                                               |
| 51  | Lady Isle                    |         | Jižní Ayrshire 55°31′38″ s. š., 4°44′2″ z. d.                       | ostrov Lady             | 1903         | David A Stevenson                                  | Northern Lighthouse Board                                                             | 15               | 19                     | 11 (20)                                       | Fl (4) W 30 s   | [ 73 ] [ 74 ] [ 75 ]                          |
| 52  | Lismore                      |         | Argyll a Bute 56°27′20″ s. š., 5°36′27″ z. d.                       | Eilean Musdile          | 1833         | Robert Stevenson                                   | Northern Lighthouse Board                                                             | 26               | 31                     | 17 /31)                                       | Fl W 10s.       | [ 76 ]                                        |
| 53  | Little Cumbrae Old           |         | Severní Ayrshire 55°43′15″ s. š., 4°57′29″ z. d.                    | Little Cumbrae Island   | 1757         | James Ewing                                        | 1757–1793                                                                             | 8,5              |                        |                                               |                 | [ 77 ]                                        |
| 54  | Cumbrae                      |         | Severní Ayrshire 55°43′16″ s. š., 4°58′1″ z. d.                     | Little Cumbrae Island   | 1793         | Thomas Smith                                       | Northern Lighthouse Board                                                             | 11               | 28                     |                                               |                 |                                               |
| 55  | Nový maják Little Cumbrae    |         | Severní Ayrshire 55°43′14″ s. š., 4°58′2″ z. d.                     | Little Cumbrae Island   | 1997         |                                                    | Clyde Port Authority                                                                  |                  | 28                     | 14 (26                                        | FI W 6s         |                                               |
| 56  | Little Ross                  |         | Dumfries a Galloway 54°45′57″ s. š., 4°5′6″ z. d.                   | ostrov Little Ross      | 1843         | Alan Stevenson                                     | Northern Lighthouse Board                                                             | 22               | 50                     | 12 (22)                                       | Fl W 5 s        | [ 78 ] [ 79 ]                                 |
| 57  | Lother Rock Light            |         | Orkneje 58°43′48″ s. š., 2°58′42″ z. d.                             | Lother Rock             | 1910         | David A Stevenson                                  | Northern Lighthouse Board                                                             | 12               | 13                     | 6 (11)                                        | Fl W 2s         | [ 80 ] [ 81 ]                                 |
| 58  | Old Monach                   |         | Vnější Hebridy 57°31′33″ s. š., 7°41′46″ z. d.                      | Shillay                 | 1864         | Thomas Stevenson, David Stevenson                  | Northern Lighthouse Board                                                             | 41               | 47                     | 18 (33)                                       |                 |                                               |
| 59  | New Monach                   |         | Vnější Hebridy 57°31′33″ s. š., 7°41′44″ z. d.                      | Shillay                 | 1997         |                                                    | Northern Lighthouse Board                                                             | 5,5              |                        | 10 (19)                                       | Fl (2) W 15s.   |                                               |
| 60  | Muckle Flugga                |         | Shetlandy 60°51′19″ s. š., 0°53′7″ z. d.                            | Muckle Flugga           | 1854         | Thomas Stevenson, David Stevenson                  | Northern Lighthouse Board                                                             | 20               | 66                     | 22 (41)                                       | Fl (2) W 20s.   |                                               |
| 61  | Mull of Galloway             |         | Dumfries a Galloway 54°38′6″ s. š., 4°51′26″ z. d.                  | pevnina                 | 1830         | Robert Stevenson                                   | Northern Lighthouse Board                                                             | 26               | 99                     | 28 (52)                                       | FI W 20s        |                                               |
| 62  | Mull of Kintyre              |         | Argyll a Bute 55°18′38″ s. š., 5°48′12″ z. d.                       | pevnina Mull of Kintyre | 1788         | Thomas Smith                                       | Northern Lighthouse Board                                                             | 12               | 91                     | 24 (44)                                       | Fl (2) W 20s    | památka kategorie A                           |
| 63  | Neist Point                  |         | Highland 57°25′24″ s. š., 6°47′18″ z. d.                            | ostrov Skye             | 1909         | David A Stevenson                                  | Northern Lighthouse Board                                                             | 19               | 43                     | 16 (30)                                       | Fl W 5s         | památka kategorie B                           |
| 64  | North Rona                   |         | Vnější Hebridy 59°7′17″ s. š., 5°48′53″ z. d.                       | North Rona              | 1984         |                                                    | Northern Lighthouse Board                                                             | 13               | 114                    | 24 (44)                                       | Fl (3) W 20 s   |                                               |
| 65  | North Ronaldsay              |         | Orkneje 59°23′23″ s. š., 2°22′53″ z. d.                             | North Ronaldsay         | 1852         | Alan Stevenson                                     | Northern Lighthouse Board                                                             | 42               | 43                     | 24 (41)                                       | Fl W 10s        | [ 83 ]                                        |
| 66  | Dennis Head Old Beacon       |         | Orkneje 59°23′3″ s. š., 2°22′17″ z. d.                              | North Ronaldsay         | 1789         | Thomas Smith, Robert Stevenson                     | deaktivován 1809                                                                      | 21               |                        |                                               |                 | Scheduled monument od 1997 (kulturní památka) |
| 67  | Noss Head                    |         | Highland 58°28′44″ s. š., 3°3′3″ z. d.                              | pevnina                 | 1849         | Alan Stevenson                                     | Northern Lighthouse Board                                                             | 18               | 53                     | 25 (46) bílá, 21 (39) červená                 | Fl WR 20s       | [ 84 ]                                        |
| 68  | Noup Head                    |         | Orkneje 59°19′52″ s. š., 3°4′13″ z. d.                              | ostrov Westray          | 1898         | David A Stevenson, Charles A Stevenson             | Northern Lighthouse Board                                                             | 24               | 79                     | 22 (41)                                       | Fl W 30s.       |                                               |
| 69  | Ornsay                       |         | Highland 57°8′36″ s. š., 5°46′52″ z. d.                             | Ornsay                  | 1857         | Thomas Stevenson, David Stevenson                  | Northern Lighthouse Board                                                             | 19               | 18                     | 12 (22)                                       | Oc W 8 s        | [ 85 ]                                        |
| 70  | Bound Skerry                 |         | Shetlandy 60°25′28″ s. š., 0°43′41″ z. d.                           | Bound Skerry            | 1858         | David Stevenson, Thomas Stevenson                  | Northern Lighthouse Board                                                             | 30               | 44                     | 20 (37)                                       | Fl W 20s        |                                               |
| 71  | Oxcars                       |         | Fife 56°1′21″ s. š., 3°16′49″ z. d.                                 | skalisko                | 1886         | David A Stevenson, Thomas Stevenson                | Forth Ports                                                                           | 22               | 16                     | 13 (24) bílá, 12 (22) červená                 | Fl(2) WR 7s     | památka kategorie B                           |
| 72  | Pentland Skerries High Light |         | Orkneje 58°41′25″ s. š., 2°55′29″ z. d.                             | Muckle Skerry           | 1794         | Thomas Smith, Robert Stevenson                     | Northern Lighthouse Board                                                             | 36               | 52                     | 23 (43)                                       | Fl (3) W 30s.   | [ 88 ]                                        |
| 73  | Pladda                       |         | Severní Ayrshire 55°25′30″ s. š., 5°7′6″ z. d.                      | Pladda                  | 1790         | Thomas Smith                                       | Northern Lighthouse Board                                                             | 29               | 40                     | 17 (31)                                       | Fl (3) W 30 s   |                                               |
| 74  | Fethaland                    |         | Shetlandy 60°38′3″ s. š., 1°18′41″ z. d.                            | Shetland Mainland       | 1977         |                                                    | Northern Lighthouse Board                                                             | 7                | 67                     | 19 (35) bílá,15 (28) červená                  | Fl(3) WR 15s    | [ 89 ]                                        |
| 75  | Point of Sleat               |         | Highland 57°1′6″ s. š., 6°1′3″ z. d.                                | ostrov Skye             | 2003         |                                                    | Northern Lighthouse Board                                                             | 5                | 20                     | 9 (17)                                        | Fl W 3s         |                                               |
| 76  | Rattray Head                 |         | Aberdeenshire 57°36′36″ s. š., 1°48′59″ z. d.                       | skála s hrází           | 1895         | David A Stevenson, Charles A Stevenson             | Northern Lighthouse Board                                                             | 34               | 28                     | 18 (33)                                       | Fl (3) W 30s.   |                                               |
| 77  | Rinns of Islay               |         | Argyll a Bute 55°40′23″ s. š., 6°30′48″ z. d.                       | Orsay                   | 1825         | Robert Stevenson                                   | Northern Lighthouse Board                                                             | 29               | 46                     | 24 (44)                                       | Fl W 5s         | [ 90 ]                                        |
| 78  | Rona                         |         | Higland 57°34′41″ s. š., 5°57′33″ z. d.                             | South Rona              | 1825         | David Stevenson, Thomas Stevenson                  | Northern Lighthouse Board                                                             | 13               | 69                     | 19 (35)                                       | FI W 12s        |                                               |
| 79  | Rua Reidh                    |         | Higland 57°51′32″ s. š., 5°48′43″ z. d.                             | pevnina                 | 1912         | David A Stevenson                                  | Northern Lighthouse Board                                                             | 25               | 37                     | 24 (44)                                       | Fl (4) W 15s    |                                               |
| 80  | Rubha nan Gall               |         | Argyll a Bute 56°38′19″ s. š., 6°3′58″ z. d.                        | ostrov Mull             | 1857         | Thomas Stevenson, David Stevenson                  | Northern Lighthouse Board                                                             | 19               | 17                     | 15 (28)                                       | FI W 5s         |                                               |
| 81  | Ruvaal                       |         | Argyll a Bute 55°56′11″ s. š., 6°7′24″ z. d.                        | Islay                   | 1859         | David Stevenson, Thomas Stevenson                  | Northern Lighthouse Board                                                             | 34               | 45                     | 19 (35)                                       | Fl (3) W 15s    |                                               |
| 82  | Sanda Island                 |         | Argyll a Bute 55°16′29″ s. š., 5°34′58″ z. d.                       | Sanda Island            | 1850         | Alan Stevenson                                     | Northern Lighthouse Board                                                             | 15               | 50                     | 15 (28)                                       | Fl W 10s        |                                               |
| 83  | Scarinish                    |         | Argyll a Bute 56°30′1″ s. š., 6°48′15″ z. d.                        | Tiree                   | 1897         | David A Stevenson                                  | Northern Lighthouse Board                                                             | 3,5              | 11                     | 12 (22)                                       | Fl W 3s         |                                               |
| 84  | Scurdie Ness                 |         | Angus 56°42′6″ s. š., 2°26′14″ z. d.                                | pevnina                 | 1870         | David Stevenson                                    | Northern Lighthouse Board                                                             | 39               | 38                     | 23 (43)                                       | Fl (3) W 20s.   |                                               |
| 85  | Skerryvore                   |         | Argyll a Bute 56°19′23″ s. š., 7°6′58″ z. d.                        | Skerryvore              | 1844         | Alan Stevenson                                     | Northern Lighthouse Board                                                             | 48               | 46                     | 23 (43)                                       | FI W 10s        |                                               |
| 86  | Southerness                  |         | Dumfries a Galloway 54°52′20″ s. š., 3°35′36″ z. d.                 | pevnina                 | 1749         | Deaktivován v roce 1931                            |                                                                                       | 10               | 17                     |                                               |                 |                                               |
| 87  | St. Abbs                     |         | Scottish Borders 55°54′58″ s. š., 2°8′20″ z. d.                     | pevnina                 | 1862         | Alan Stevenson, David Stevenson                    | Northern Lighthouse Board                                                             | 9                | 68                     | 26 (48)                                       | Fl W 10s        |                                               |
| 88  | Start Point                  |         | Orkneje 59°16′39″ s. š., 2°22′33″ z. d.                             | Sanday                  | 1806         | Robert Stevenson                                   | Northern Lighthouse Board                                                             | 25               | 24                     | 18 (33)                                       | Fl (2) W 20s.   |                                               |
| 89  | Stoer Head                   |         | Highland 58°41′45″ s. š., 3°7′0″ z. d.                              | pevnina                 | 1870         | Thomas Stevenson, David Stevenson                  | National Trust for Scotland, Northern Lighthouse Board                                | 14               | 59                     | 24 (44)                                       | Fl W 15s        |                                               |
| 90  | Strathy Point                |         | Highland 58°35′55″ s. š., 4°1′7″ z. d.                              | pevnina                 | 1958         | Peter H. Hyslop                                    | Northern Lighthouse Board do roku 2012)                                               | 14               | 45                     | 26 (48)                                       | Fl W 20s.       |                                               |
| 91  | Stroma                       |         | Highland 58°41′45″ s. š., 3°7′0″ z. d.                              | ostrov Stroma           | 1890         | Charles A Stevenson, David A Stevenson             | Northern Lighthouse Board                                                             | 23               | 32                     | 20 (37)                                       | FI(2) W 20s     |                                               |
| 92  | Sule Skerry                  |         | Orkneje 59°5′3″ s. š., 4°24′24″ z. d.                               | Sule Skerry             | 1895         | David A Stevenson, Charles A Stevenson             | Northern Lighthouse Board                                                             | 27               | 34                     | 21 (39)                                       | Fl (2) W 15s    |                                               |
| 93  | Sumburgh Head                |         | Shetandy 59°51′14″ s. š., 1°16′29″ z. d.                            | Mainland (Shetlandy)    | 1821         | Robert Stevenson                                   | Northern Lighthouse Board                                                             | 17               | 91                     | 23 (43)                                       | Fl (3) W 30s.   |                                               |
| 94  | Tarbat Ness                  |         | Highland 57°51′54″ s. š., 3°46′36″ z. d.                            | pevnina                 | 1830         | Robert Stevenson                                   | Northern Lighthouse Board                                                             | 41               | 53                     | 24 (44)                                       | Fl(4) W 30s     |                                               |
| 95  | Tiumpan Head                 |         | Vnější Hebridy 58°15′39,33″ s. š., 6°8′20,09″ z. d.                 | Lewis                   | 1900         | David A Stevenson, Charles A Stevenson             | Northern Lighthouse Board                                                             | 21               | 55                     | 25 (46)                                       | Fl (2) W 15s.   |                                               |
| 96  | Todhead                      |         | Aberdeenshire 56°53′2,09″ s. š., 2°12′55,18″ z. d.                  | pevnina                 | 1897         | David A Stevenson                                  | Northern Lighthouse Board (do roku 2007) Deaktivován 2007                             | 13               | 41                     | 18 (33)                                       |                 | památka kategorie B                           |
| 97  | Tor Ness                     |         | Orkneje 56°53′2″ s. š., 2°12′55″ z. d.                              | Hoy                     | 1980         | John Smith                                         | Northern Lighthouse Board                                                             | 8                | 21                     | 17 (31)                                       | Fl W 5s         |                                               |
| 98  | Toward Point                 |         | Argyll a Bute 55°51′44″ s. š., 4°58′47″ z. d.                       | pevnina                 | 1812         | Robert Stevenson                                   | Clyde Port Authority                                                                  | 19               | 21                     | 22 (41)                                       | Fl. W 10s       |                                               |
| 99  | Turnberry                    |         | Jižní Ayrshire 55°19′33″ s. š., 4°50′41″ z. d.                      | pevnina                 | 1873         | David Stevenson, Thomas Stevenson                  | Northern Lighthouse Board                                                             | 24               | 29                     | 24                                            | Fl W 15s (44)   |                                               |
| 100 | Ushenish                     |         | Vnější Hebridy 57°17′54″ s. š., 7°11′35″ z. d.                      | South Uist              | 1857         | Thomas Stevenson, David Stevenson                  | Northern Lighthouse Board                                                             | 12               | 54                     | 19 (35)                                       | FI WR 20s       |                                               |
| 101 | Vaternish                    |         | Highland 57°36′29″ s. š., 6°38′3″ z. d.                             | Skye                    | 1980         | David A Stevenson, Charles A Stevenson             | Northern Lighthouse Board                                                             | 7                | 21                     | 8 (15)                                        | Fl W 20s.       |                                               |
| 102 | Vaternish Point              |         | Highland 57°36′29″ s. š., 6°38′3″ z. d.                             | Skye                    | 1924         | John Smith                                         | Northern Lighthouse Board                                                             |                  |                        |                                               |                 |                                               |
| 103 | Weavers Point                |         | Vnější Hebridy 57°36′30″ s. š., 7°6′0″ z. d.                        | North Uist              | 1980         | John Smith                                         | Northern Lighthouse Board                                                             | 4                | 24                     | 7 (13)                                        | Fl W 3s         |                                               |